# 索科洛夫縣

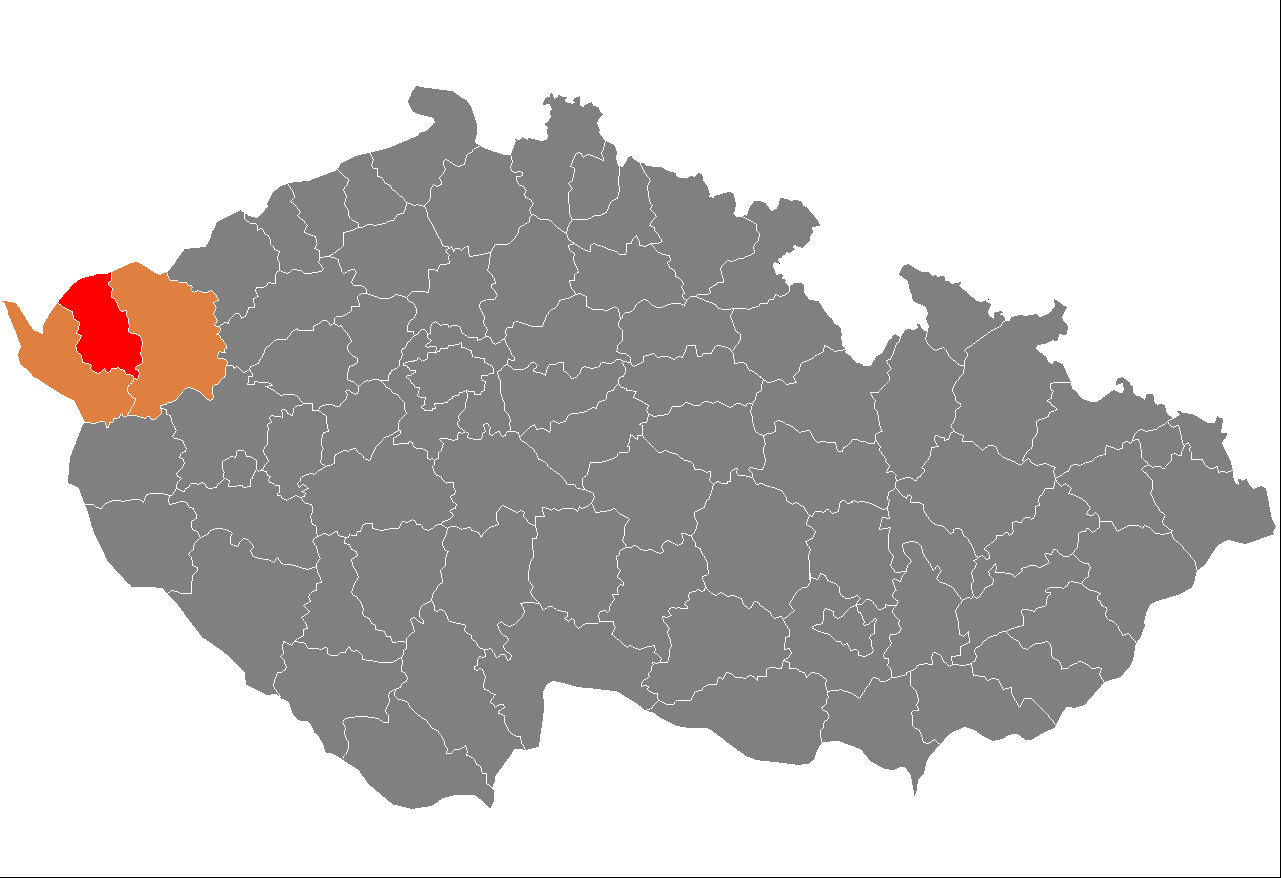

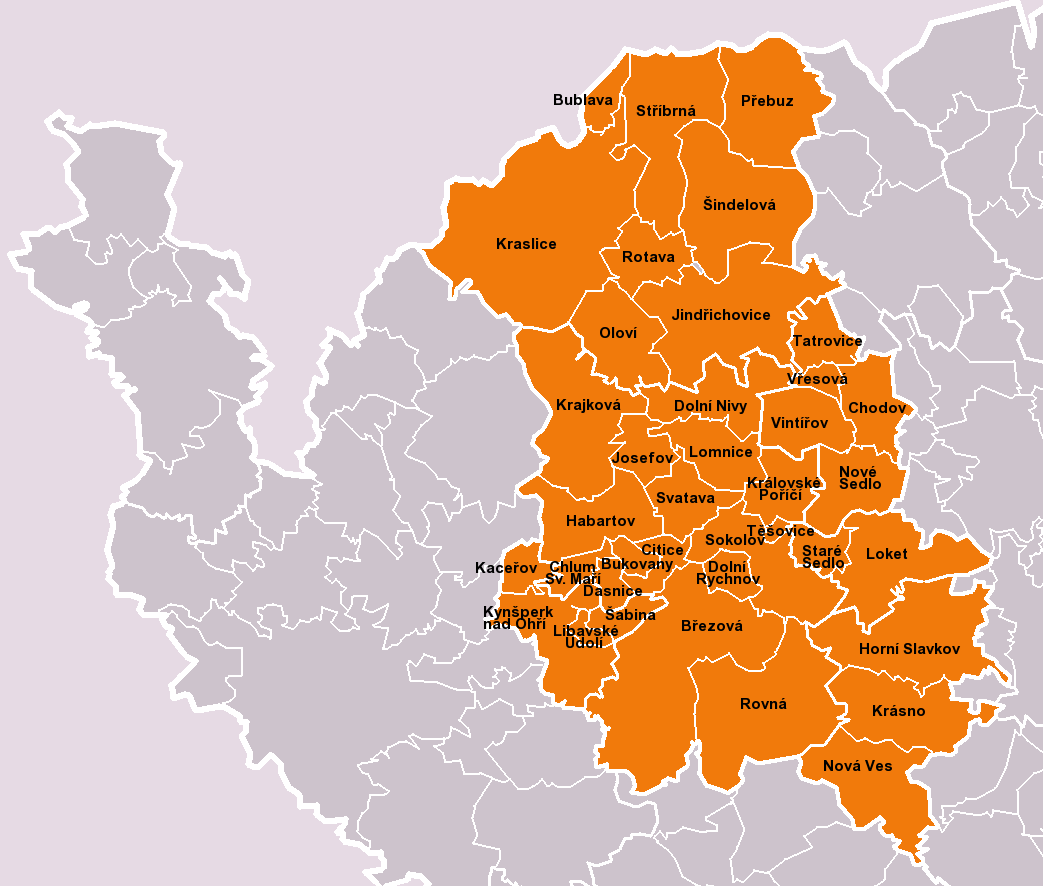

50°10′53″N 12°38′23″E / 50.18139°N 12.63972°E
索科洛夫縣（捷克語：Okres Sokolov），是捷克西部卡羅維發利州的縣份，县治設於索科洛夫，面積754平方公里，2007年人口93,379，人口密度每平方公里124人。